# Jaworzyna Śląska (gromada 1954)
Jaworzyna Śląska – dawna gromada, czyli najmniejsza jednostka podziału terytorialnego Polskiej Rzeczypospolitej Ludowej w latach 1954–1972.
Gromady, z gromadzkimi radami narodowymi (GRN) jako organami władzy najniższego stopnia na wsi, funkcjonowały od reformy reorganizującej administrację wiejską przeprowadzonej jesienią 1954 do momentu ich zniesienia z dniem 1 stycznia 1973, tym samym wypierając organizację gminną w latach 1954–1972.
Gromadę Jaworzyna Śląska z siedzibą GRN w Jaworzynie Śląskiej (wówczas wsi) utworzono – jako jedną z 8759 gromad na obszarze Polski – w powiecie świdnickim w woj. wrocławskim, na mocy uchwały nr 28/54 WRN we Wrocławiu z dnia 2 października 1954. W skład jednostki wszedł obszar dotychczasowej gromady Jaworzyna Śląska ze zniesionej gminy Jaworzyna Śląska w tymże powiecie.
13 listopada 1954, po pięciu tygodniach, gromadę Jaworzyna Śląska zniesiono w związku z nadaniem jej statusu miasta; dla nowego miasta ustalono 30 członków miejskiej rady narodowej.
1 stycznia 1973 powiecie świdnickim reaktywowano gminę Jaworzyna Śląska.